# 個体群
| 生命の階層 |            |
| 生態系     | ecosystem  |
| 生物群集   | community  |
| 個体群     | population |
| 個体       | individual |
| 器官       | organ      |
| 組織       | tissue     |
| 細胞       | cell       |
| 細胞小器官 | organelle  |
| 分子       | molecule   |
| その他     |            |
| 群体       | colony     |
| 定数群体   | coenobium  |

生態学における個体群（こたいぐん、英: population）、遺伝学における集団（しゅうだん、英訳同じ）とは、ある一定範囲に生育・生息する生物1種の個体のまとまりを表す概念である。必ずしも集まっているものを指すわけではない。

## 個体群の定義
個体群は、ある空間内に存在する同一種の個体の全体であり、他の個体群から隔離されたものである。個体群内の個体は「相互作用」し合っているか、潜在的に相互作用し得る状態にある。この相互作用とは、すなわち同種個体間関係であり、競争や共同、利他、攻撃的な排除、中立などがある。個体群の内部では、個体間関係により個体が単独で（互いに距離をとって）存在することもあれば、互いに誘引し合って集団を作る場合もある。後者ではその集団を認識しやすいが、前者では直感的に把握しにくい。しかし、少なくとも生殖に関しては同一地域の同一種の個体は互いに関係を持たねばならないから、それらが潜在的には関係を持ち合う集団であると見なすことが出来る。
個体群は、同一の種もしくはそれよりも小さい単位（亜種・変種）の個体により構成される。しかし、複数種がまるで同一種のように同種間と同じような関係をもつ場合があり、これを異種個体群と呼ぶ。
個体群の中で通常的に繁殖が行われ、遺伝子流動が起きる単位を繁殖集団、あるいはデーム（deme）と呼ぶ。デームは群れ一つの場合もあれば複数の群れを含むこともある。集団遺伝学で「population」（集団）と呼ぶ場合には通常はデームを指す。デームと生態学の個体群の概念は類似しているが、必ずしも一致するとは限らない。

### 群れとの関係
個体群という言葉から、群れが連想されるが、個体群と群れは異なる概念である。群れは、ある個体群の個体が緊密に集まった状態であり、その個体群内の個体間関係の結果の一つである。集団を作らない生物にも個体群は考え得る。
逆に、群れを作る場合、それが個体群に当たると考えるのもまたよくない。例えば、サルにはハレムを作る例が多いが、そのような場合、若い雄は別個に集団を作る。この場合どの群れを選んでも、それは個体群の中の特定の傾向を持つ集団でしかなく、それら複数を含む集団を考えなければ個体群として完結しない。

## 特徴
個体群には、個体数、個体群密度、齢構成、出生率、死亡率、その他の属性を持っている。これらを研究するのが個体群生態学である。個体群生態学では、特に個体数の問題を中心として扱う。また、個体群は具体的な種を対象とするから、種の性質としての生態や習性を研究する側面もあり、これを個生態学（英: autecology）や種生態学（英: species ecology）と呼ぶこともある。また、生態学においては研究対象とする集団の階層が、最小単位の個体から個体群、群集、生態系、景観という順に上がっていく。
個体群の大きさは、個体群の分布域の大きさ、個体数の大きさの両方の面がある。もっとも面積と、そこに生育・生息可能な個体数には明らかに関係がある。個体数は、個体群の存続には重要な要素である。個々の個体の生存ではなく、個体群の存続を考えた場合、個体数の少なさは、突発的現象による個体数激減からの絶滅の危機（たとえばタケの大量枯死によるジャイアントパンダの危機のように）や、近親交配による悪影響の危険が非常に大きくなる。したがって、同一面積の分布域がある場合でも、それが分断された場合には、絶滅の危機は飛躍的に大きくなる。生息地の分断などで個体群に含まれる個体数が最小存続可能個体数（MVP）以下になると、遺伝的に多様な個体群を長期間維持できなくなるといわれる。
個体群の大きさは、最も大きく取れば、その種の分布域ととらえることができる。実際には多くの生物では、個体の移動はその分布域すべてを覆い尽くすものではなく、ある程度の範囲でまとまっていると考える方が自然である（そうでなければ地方変異などが生じるわけがない）。したがって、そのような単位に分けて考えるのが普通である。つまり、ある種の個体群は、いくつかの地域個体群に分かれている。個体群を取り上げて言う場合には、このことに注意すべきである。研究対象によっては、ごく狭い範囲を区切ってその対象とする場合もある（あるキャベツ畑のモンシロチョウの個体群など）が、その場合は、より大きな個体群の中から取り出した標本と見ているものである。
環境保護・種の保全問題をとらえる場合にも、重要な概念である。種の絶滅は、まず地域の個体群の消滅から始まっていくからである。日本の環境省が作成するレッドリストでは、種（亜種・変種）単位のカテゴリーとは別に付属資料として「絶滅のおそれのある地域個体群」を設定している。
なお、英語「population」の訳語として生態学では「個体群」があてられているが、この語の語義には「集団」の他に「人口、個体数」があるため文脈によっては注意が必要である。